# Балагушин Михайло Васильович
Балагу́шин Миха́йло Васи́льович (*17 жовтня 1889, місто Казань — †20 жовтня 1966, місто Іжевськ) — російський живописець, член Спілки художників СРСР (1940), перший голова правління Спілки художників Удмуртської АРСР (1940-1945).
Михайло Васильович закінчив Казанське художнє училище в 1917 році. З 1928 року жив в Удмуртії. Один з творців та завідувач Іжевського театрального художнього училища (1934-1940). В 1940—1959 роках художник Удмуртського відділення художньо-виробничих майстерень Художнього фонду РРФСР.
Автор картин історичного («І. Д. Пастухов в підпіллі», 1952) та побутового жанрів, відоміший як портретист («Льоноводка Є.Турова», 1952; «Двічі Герой Радянського Союзу Є. М. Кунгурцев», 1946; портрет дружини, 1924; портрет дочки, 1945). Учасник виставки робіт художників-педагогів ізоучилищ (1937, Москва).